# خط اوچیبو
خط اوچیبو (به ژاپنی:内房線, Uchibō-sen) یکی از خطوط شرکت راه‌آهن شرق ژاپن است. این خط مابین ایستگاه چیبا و ایستگاه آواکاموگاوا در استان چیبا کشیده شده‌است. این خط ۳۰ ایستگاه دارد.

## مرکبة

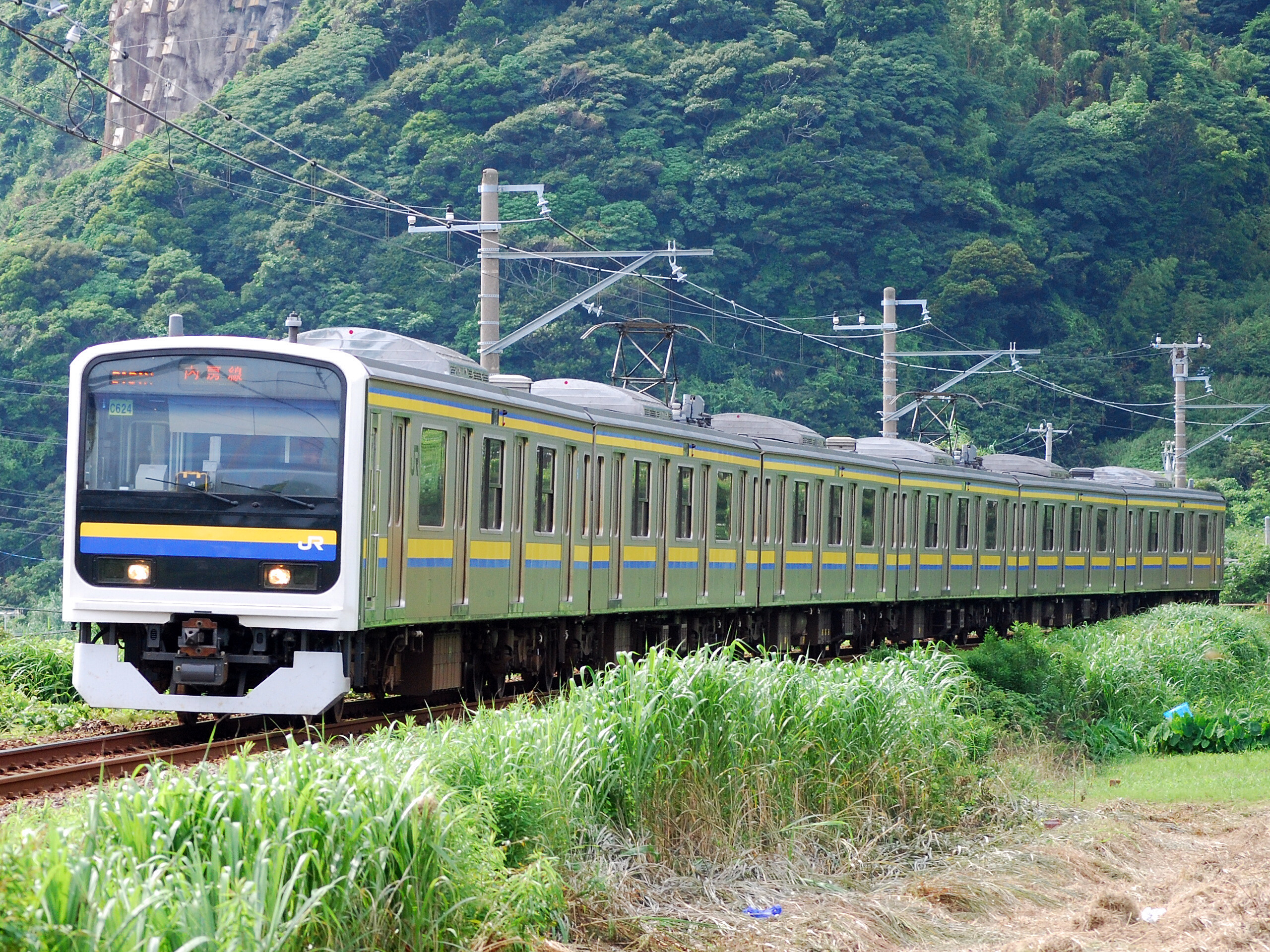
209 سلسلة
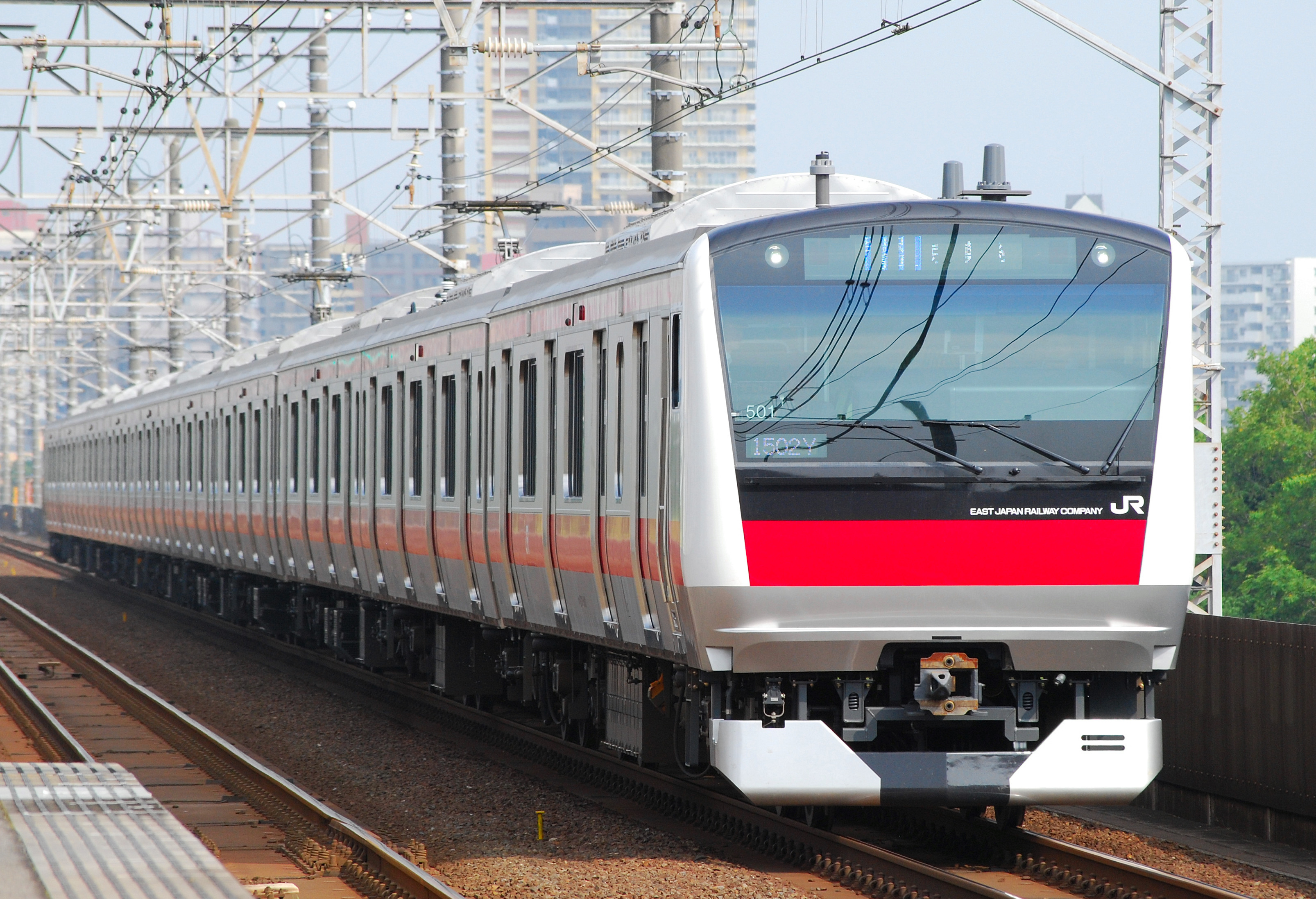
E233 سلسلة